# Базилика Сакре-Кёр
Базили́ка Сакре́-Кёр (фр. Basilique du Sacré-Cœur или просто Сакре-Кёр, дословно — «базилика Святого Сердца», то есть Сердца Христова) — католический храм в Париже, построенный в 1875—1914 годах по проекту архитектора Поля Абади в римско-византийском стиле, расположенный на вершине холма Монмартр, в самой высокой точке (130 м) города.

## Описание

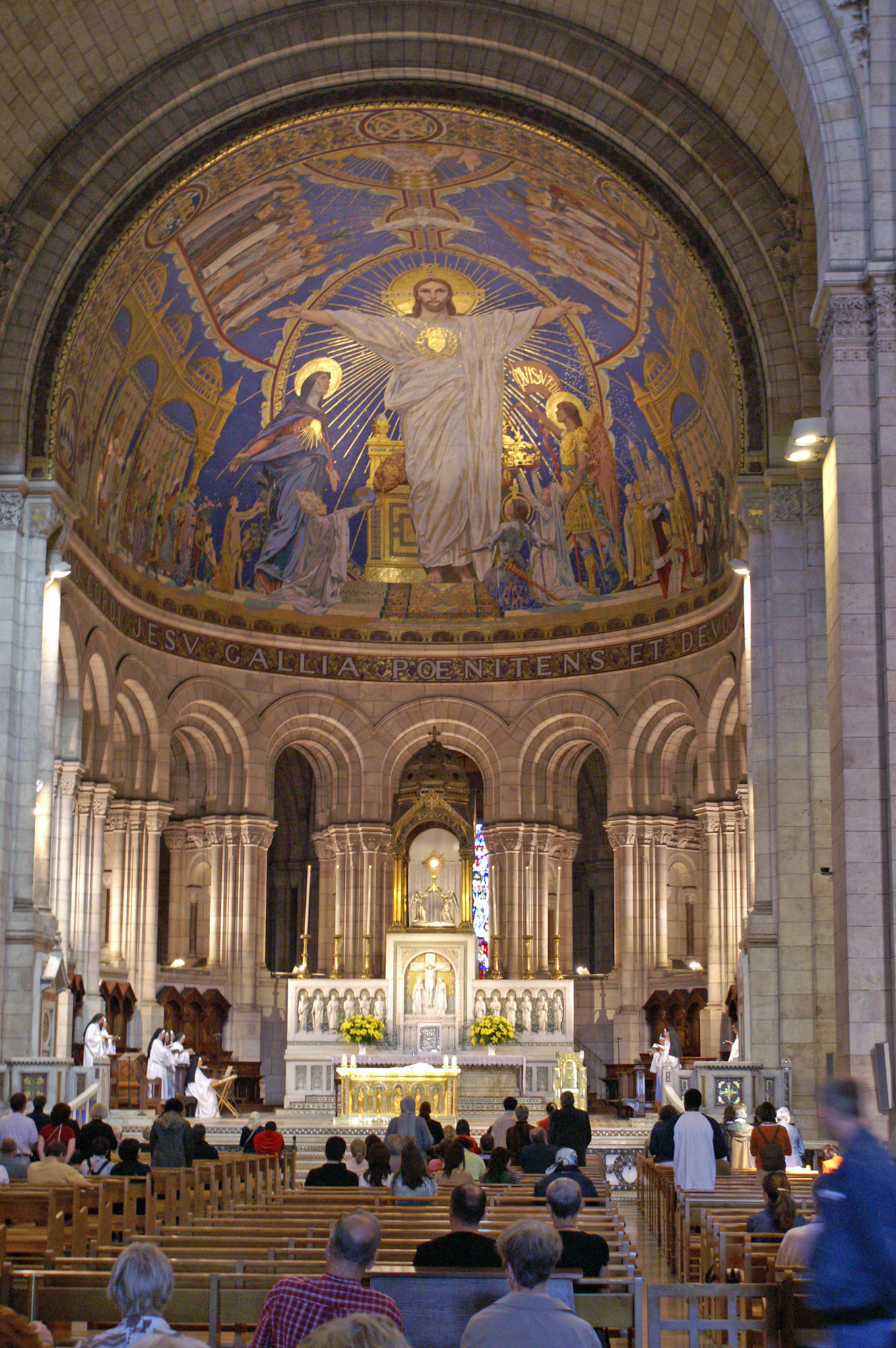
Интерьер базилики с мозаикой

Форма куполов повторяет силуэт базилики XII века Сен-Фрон в Перигё на юге Франции. Высота основного купола 83 м, высота колокольни около 100 м. Один из колоколов базилики — «Савоярд» (фр. la Savoyarde) — был отлит в Анси в 1891 году; он весит почти 19 т, с языком в 850 кг, и является самым большим колоколом Парижа.
Внутри базилика украшена цветными витражами и монументальной мозаикой на тему «Благоговение Франции перед Сердцем Господним», выполненной в 1912—1922 годах художником Люком-Оливье Мерсоном.
С вершины Монмартра, куда ведёт широкая многоярусная лестница, открывается панорама Парижа и вид вокруг в ясную погоду на 50 км. Над портиком возвышаются две конные статуи — Людовика Святого и Жанны Д’Арк.

## История
Предложение о сооружении нового храма в память о жертвах франко-прусской войны, сделанное в 1871 году, подверглось сильной критике, но получило поддержку депутатов, давших согласие в 1873 году. Средства на строительство собирались по общественной подписке. При закладке первого камня (16 июня 1875 года) в грунт холма был положен бронзовый медальон «Франция преподносит Христу монмартрскую базилику», ящичек с французскими медалями, а также пергамент с протоколом церемонии основания базилики Сакре-Кёр.
Работы вскоре были прерваны для того, чтобы укрепить грунт холма, изрытого старинными каменоломнями. Строительство закончилось лишь в 1914 году.